# Дом Васильевых (Гороховая улица)
Дом Васильевых — памятник архитектуры. Расположен в Санкт-Петербурге, современный адрес дома — Гороховая улица, 40.
Трёхэтажный жилой дом был построен в 1820—1829 годах, четырёхэтажные дворовые корпуса — в 1832 году. Главный фасад сохранился практически без изменений, хотя с момента постройки были неоднократно переделаны окна первого этажа. На центре фасада расположены шесть ионических пилястр, между ними — барельефные панно и орнаментальный фриз. Над окнами второго этажа расположены выделяющие его сандрики.
Внутренняя отделка времён постройки не сохранилась. В некоторых помещениях на 1970-е годы можно было обнаружить карнизные тяги и лепку второй половины XIX века.
Согласно ЦГИА Санкт-Петербурга, владельцами дома были: «вдова статского советника Зряхова, жена полковника Потопова, Буркова, купец С. И. Дорохов, совладельцы Васильевы».
Внутренние флигели дома были разрушены в 1941 году.